# Loi des épis

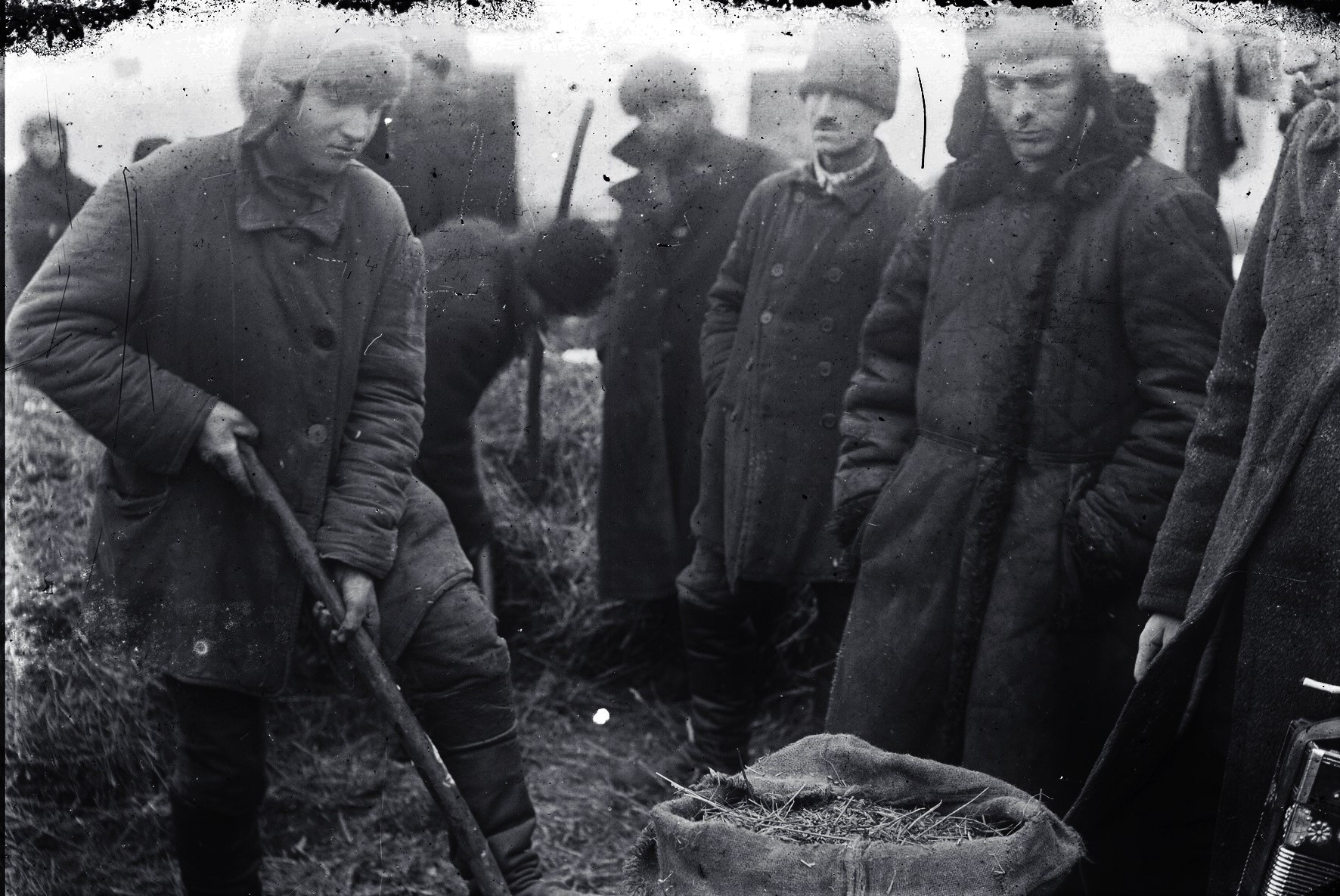
Agriculteur soviet et leurs récoltes

La loi des épis ou la loi des trois épis (russe : Закон о трёх колосках, Закон о пяти колосках, Закон семь-восемь) est un décret pris le 7 août 1932 en Union soviétique pour protéger la propriété d'État dans les kolkhozes (système de fermes collectives (en)), et notamment les récoltes de graminées, contre les vols, généralement commis par des paysans désespérés à l'époque des famines soviétiques de 1931-1933. Cette loi est parfois appelée loi des cinq épis.
Même si le nom officiel de cette loi est plus long, elle doit son surnom de « loi des épis » à un article et un document du Procureur général Andreï Vychinski qui, en 1933, condamne la pratique de poursuivre à la fois les fonctionnaires corrompus et les personnes s'adonnant au glanage des grains (des épis) abandonnés dans un champ une fois que la récolte est officiellement terminée et comptabilisée. Le décret est appliqué, avec dureté, au cours de la famine soviétique en 1932-1933 pendant laquelle l'approvisionnement en nourriture est dirigé vers les travailleurs de l'industrie et les habitants les plus démunis en zone rurale.

## Décret
Ce décret, émis par le  Comité exécutif central de l'Union soviétique (en) et le Conseil des commissaires du peuple est intitulé : « Sur la protection de la propriété des entreprises publiques, des kolkhozes et des coopératives, et sur le renforcement de la propriété publique socialiste » et il est daté du 7 août 1932. Avant cette date, le vol d'un bien de l'État ou dans une coopérative publique passe par un processus judiciaire formalisé et les jugements condamnent les coupables à des peines de 2 à 5 ans de prison ou de travaux d'intérêt général, ce qui n'a pas empêché des larcins massifs de nourriture et de biens, notamment dans les kolkhozes. Pour mettre fin à ces vols, l'État soviétique aggrave les peines, jusqu'à la peine de mort, surtout dans le cas de délits importants contre le peuple et l'État.
En préambule, le décret annonce que la propriété commune (détenue par l'État, par un kolkhoze ou par une coopérative) est essentielle à l'ordre social en Union soviétique ; par conséquent, les gens qui cherchent à détourner des biens doivent être traités en ennemis du peuple et des lois socialistes.
- La première partie traite des vols sur les chemins de fer et dans les voies de transport aquatiques.
- La deuxième partie traite des vols dans les kolkhozes et les coopératives.
- La troisième partie traite des violences, des menaces et des intimidations à l'encontre des travailleurs des kolkhozes. Cet acte est passible de 5 à 10 ans de détention au goulag.

La peine la plus sévère prévue par le décret est le peloton d'exécution. Certaines circonstances atténuantes permettaient de commuer la peine en 10 années d'emprisonnement. Dans tous les cas, les condamnés voyaient leurs biens personnels confisqués. Les condamnés ne pouvaient bénéficier d'aucune amnistie. Le décret est signé par Mikhaïl Kalinine, Viatcheslav Molotov et Avel Enoukidzé.
Le décret est accompagné d'instructions sur la manière de traiter plusieurs cas de figure.

## Application du décret
Dans les six premiers mois suivant la proclamation du décret (c'est-à-dire en date du 1er janvier 1933), 150 000 personnes sont condamnées dans la république socialiste fédérative soviétique de Russie, dont 3,5 % (782) condamnées à mort. 60,3 % des accusés sont condamnés à 10 années de prison, et 36,2 % à des peines inférieures à 10 ans.

## Amnistie
Le 26 juillet 1935, le Politburo décide de réviser les peines des kolkhoziens condamnés à tort par le décret. Un an plus tard, le 20 juillet 1936, le Procureur général de l'URSS, Andreï Vychinski, rédige une note adressée à Staline, Molotov et Kalinine pour les informer que le processus des vérifications des condamnations est terminé. Au total, plus de 115 000 cas sont examinés et, pour 91 000 d'entre eux (79 %), l'application du décret est considérée comme incorrecte ; 37 425 personnes sont libérées ou amnistiées.